# Mortlock
Le mortlock ou mortlockais est une des langues micronésiennes parlée à Satawan. Il est parlé par 5 900 locuteurs (recensement de 1989), ainsi répartis :
- Upper Mortlock : 1 692 ;
- Mid Mortlock : 1 757 ;
- Lower Mortlock : 2 455 ;
- un millier environ ailleurs.

Il est parfois appelé nomoi. Il est intercompréhensible à 75 % avec le puluwat et partage 80 à 85 % de son lexique avec le chuuk, 83 % avec le puluwat et 82 % avec le satawal.

## Dialectes
Le mortlockais possède 11 dialectes, dont :
- piis-emwmwar

- lukunosh

- satawan

- té